# Remigia gregalis
Remigia gregalis är en fjärilsart som beskrevs av Achille Guenée 1852. Remigia gregalis ingår i släktet Remigia och familjen nattflyn. Inga underarter finns listade.

## Bildgalleri

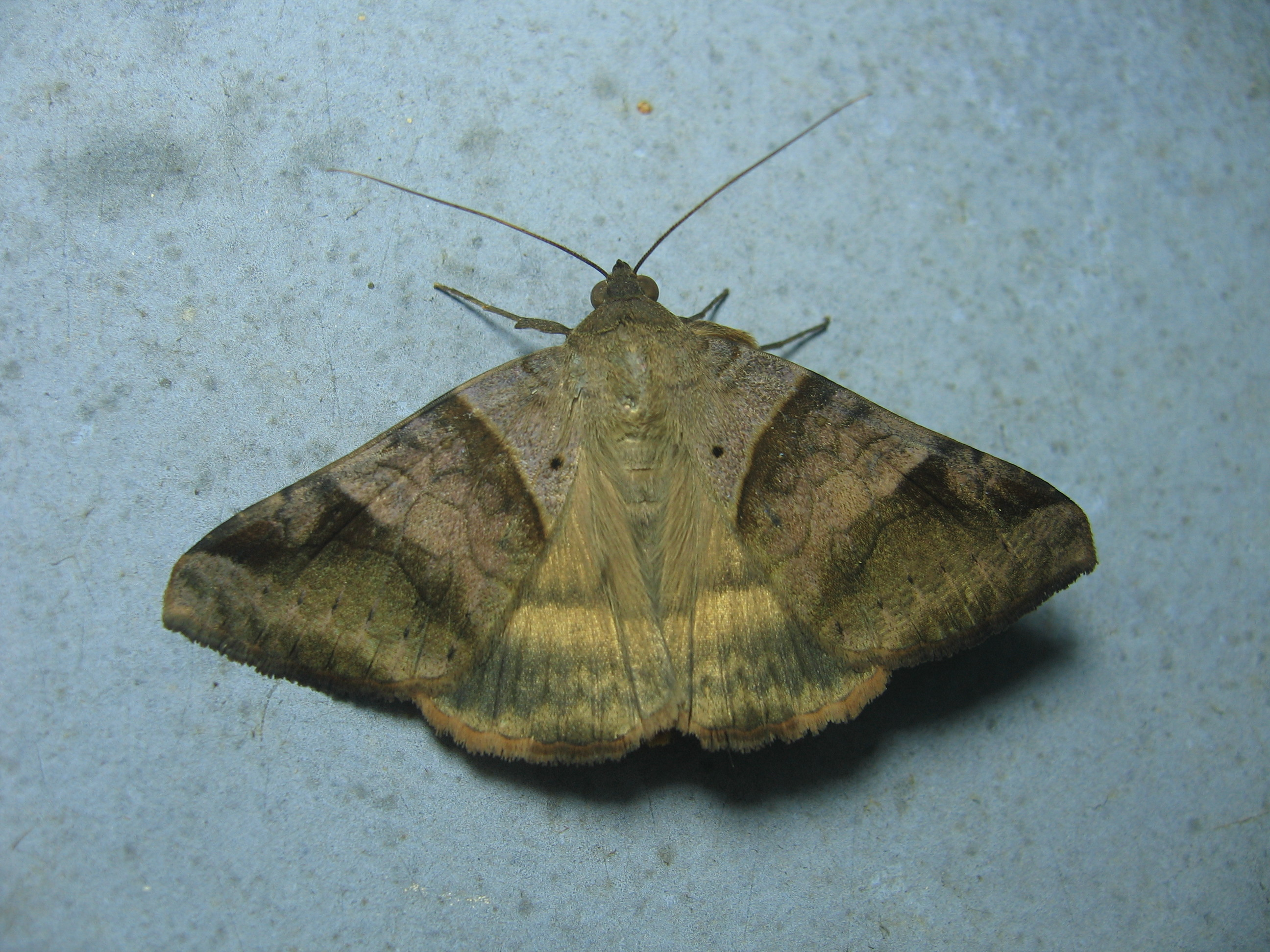
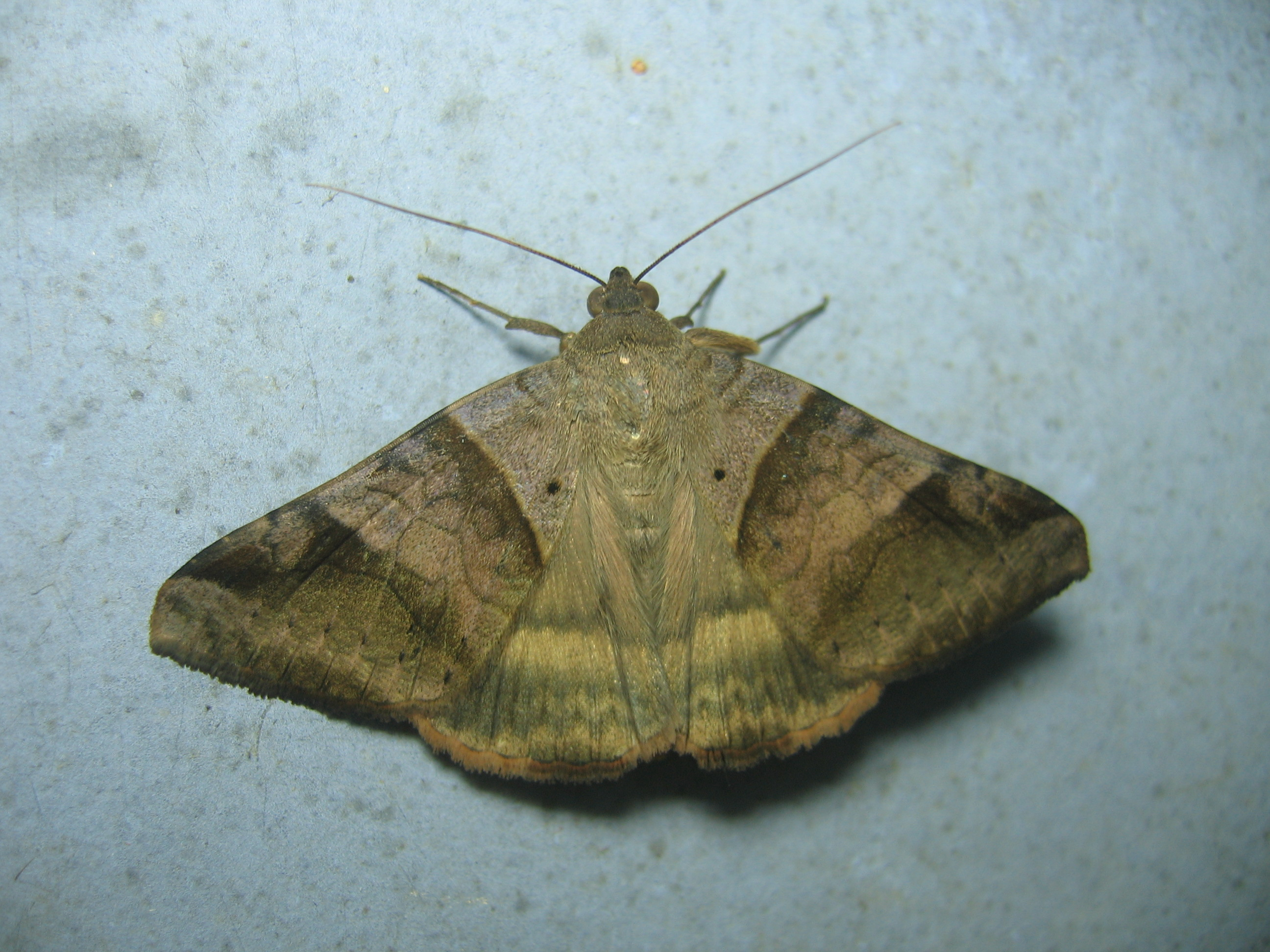
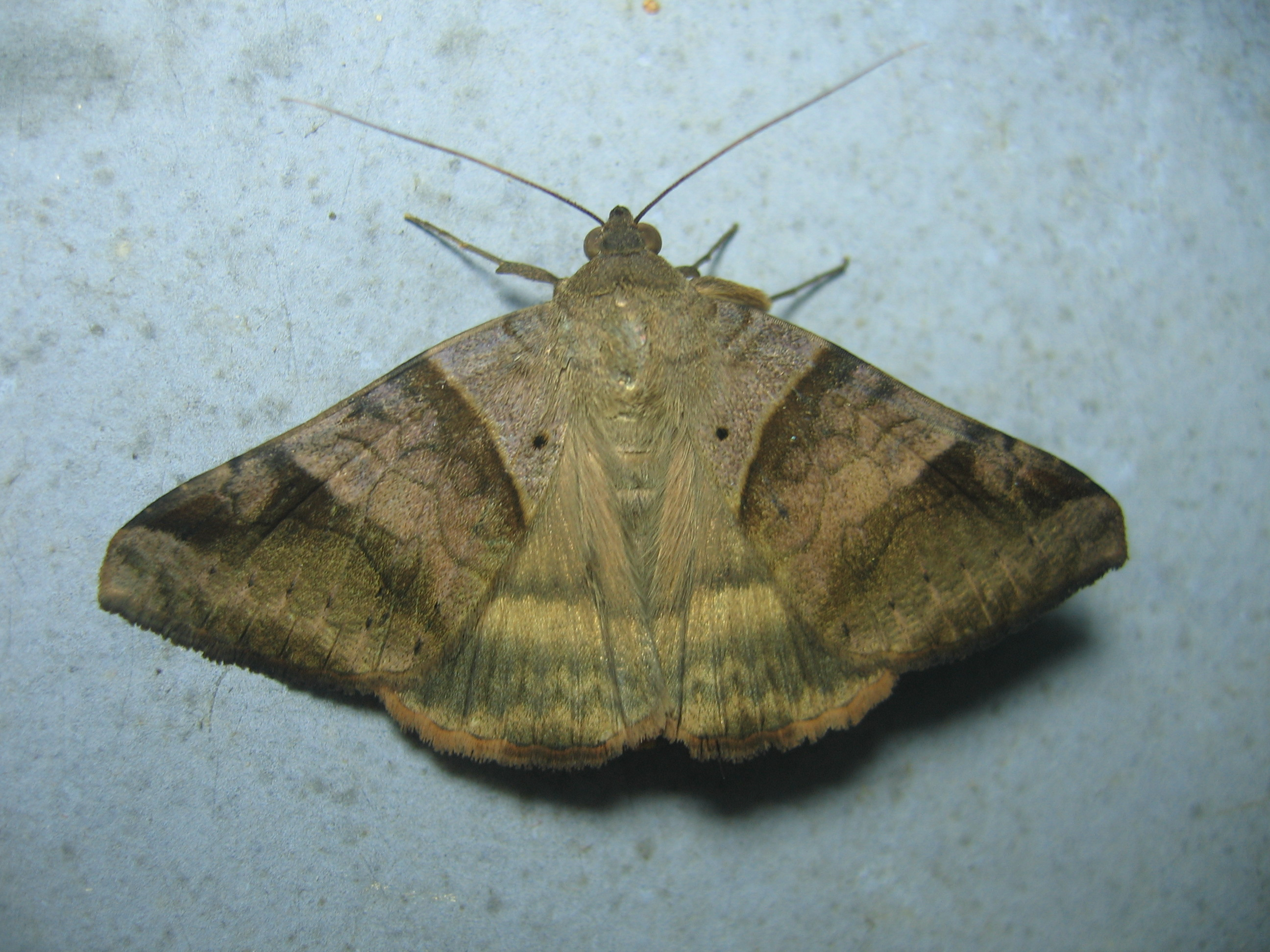